# C9H11N5O3
化学式C9H11N5O3（摩尔质量：237.21 g/mol）可能指：
- 生物蝶呤（英语：Biopterin），CAS号：22150-76-1
- 6-丙酮酰四氢蝶呤（Dyspropterin，6-PTHB），CAS号：89687-39-8
- 墨蝶呤（英语：Sepiapterin），CAS号：17094-01-8

|  | 这个同类索引页列出了具有相同分子式的化学物（即同分異構體）条目。 除非您是有意链接至本页，否则应将相应条目的内部链接指向正确的条目。 |